# Solidago roanensis
Solidago roanensis là một loài thực vật có hoa trong họ Cúc. Loài này được Porter miêu tả khoa học đầu tiên năm 1892.